# Hugo von Richthofen

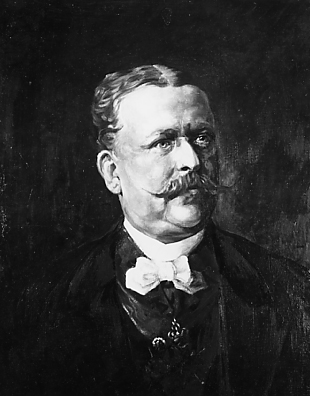
Hugo von Richthofen

Hugo Samuel Louis Erdmann Reginald Freiherr von Richthofen (Neisse, 16 augustus 1842 - Florence, 10 april 1904) was een Duits jurist en staatsman.
Hij werd in 1860 aspirant-officier en ging in 1863 te Bonn rechten studeren. In 1866 werd hij ambtenaar (Referendar) bij Financiën in Wiesbaden (Nassau). Hij zette zijn studie in 1868 voort, werd in 1870 Regierungsreferendar in Wiesbaden en bij de prefectuur Bar le Duc en in 1872 in Koblenz. Hij werd in 1874 Regierungsassessor in Pinneberg en bij de landdrostij Aurich en landraad van Ottweiler (1877-1883) en Saarbrücken (1883-1885). Van 1889 tot 1894 was hij referendaris (Oberregierungsrat) in Potsdam. Hij leidde van 1894 tot 1901 het Regierungsbezirk Keulen en vervolgens de provincie Oost-Pruisen. Vanwege zijn slechte gezondheid nam hij in 1903 ontslag en ging hij met pensioen. Hij stierf in april 1904 op 61-jarige leeftijd.